# أندرياس دوبر
أندرياس دوبر (بالألمانية: Andreas Dober)‏ (31 مارس 1986 بفيينا في النمسا - ) هو لاعب كرة قدم نمساوي في مركز الدفاع. شارك مع منتخب النمسا تحت 17 سنة لكرة القدم ومنتخب النمسا تحت 18 سنة لكرة القدم ومنتخب النمسا تحت 19 سنة لكرة القدم ومنتخب النمسا تحت 20 سنة لكرة القدم ومنتخب النمسا تحت 21 سنة لكرة القدم ومنتخب النمسا لكرة القدم. أما مع النوادي، فقد لعب مع رابيد فيينا وفيرست فيينا ونادي رايندورف آلتاخ ونادي سانت بولتن ونادي هارتبيرغ وأثنيكس أشنة ‏.

## وصلات خارجية
- اندرياس دوبير على موقع قاعدة بيانات كرة القدم.إي يو (الإنجليزية)
- اندرياس دوبير على موقع ناشيونال فوتبول تيمز (الإنجليزية)
- اندرياس دوبير على موقع Soccerway.com (الإنجليزية)
- اندرياس دوبير على موقع عالم كرة القدم.نت (الإنجليزية)